# Lestre
Lestre é uma comuna francesa na região administrativa da Normandia, no departamento Mancha. Estende-se por uma área de 7,53 km². Em 2010 a comuna tinha 254 habitantes (densidade: 33,7 hab./km²).